# Hutton (Essex)
Hutton is een dorp in het Engelse graafschap Essex. Het maakt deel uit van het district Brentwood. Het achttiende-eeuwse 'Hutton House' heeft een vermelding op de Britse monumentenlijst.